# Trisna
Trisna o tṛṣṇā (sánscrito; pali: taṇhā) significa ‘sed’ o ‘apego’.

## Palabra sánscrita
- tṛṣṇā, en el sistema AITS (alfabeto internacional para la transliteración del sánscrito).[1]
- त्र्स्ना, en escritura devanagari del sánscrito.[1]
- Pronunciación:
  - /tríshna/ en sánscrito[1] o bien
  - /tríshn/ en varios idiomas modernos de la India (como el bengalí, el hindí o el maratí).
- Etimología: proviene del antiquísimo verbo trish ―‘tener sed’―, que aparece ya en el Rigveda (el texto más antiguo de la India, de mediados del II milenio a. C.).[1]

### Otras acepciones
- trisna: ‘sed’; según el Atharvaveda (uno de los textos más antiguos de la India, de principios del I milenio a. C.) y el Shatápatha-bráhmana.
- trisna: ‘deseo’, que es generado por Vedanā (‘sensación’) y termina generando upadana (‘apego’), según textos budistas.
- trisna: ‘deseo’, ‘avidez’; según el Ramayana, el Raghu-vamsa y el Bhagavata-purana.
- Trisna (femenino): la ‘avidez’ personificada como madre de Dambha (‘codicia’) ―según el Prabodha-candrodaya (2.11)―, hija de Mṛtyu (el Sr. Muerte) ―según el Visnú-purana (1.7.31)―; o de Mara  ―según el Lalita-vistara (24.20)―.

### Sinónimos
- Taṇhā en sánscrito
- raga (pasión, deseo vehemente).
- lobha (avaricia).
- ài (愛), en chino
- ai o aiyoku, en japonés
- ái, en vietnamita
- sred.pa, en tibetano

## Significado
El término se emplea tanto en el budismo ―tanja (‘sed’)― como en el hinduismo ―trisna (‘sed’)―.
La avidez (taṇhā) es la octava causa en los doce nidānas del principio de «origen dependiente» (llamado en sánscrito Pratītyasamutpāda y en pali, Paṭiccasamuppāda). La avidez es también una parte fundamental de sam-udaia (‘el agregado de todos los factores de cualquier existencia’) y es la segunda de las «cuatro nobles verdades» (la noble verdad del origen del sufrimiento). Según las enseñanzas budistas, tanja es el anhelo por los objetos sensuales que dan sensaciones placenteras, o el anhelo por los placeres sensoriales. Tanja es la avidez por querer obtener (y también la avidez por no querer tener sufrimiento). 

## Trisna y la acción
En una primera lectura, Trisna puede ser percibido como algo malo en el hinduismo. No obstante, cabe establecer la relación del deseo con la acción como motor para alcanzar lo que denominan como "la suprema perfección". Esta noción se ve claramente en el texto del Bhagavad Gita, donde Krishna le enseña a Arjuna la vía del karma yoga: la vía de la acción. La explicación que Krishna brinda da un peso específico mayor a la acción que a la inacción y la reconoce como una fuerza que es parte de la naturaleza: 
(4) No es absteniéndose de actuar como un hombre logra liberarse de la acción, ni mediante el renunciamiento que consigue la suprema perfección. 
(5) Pues ni por un instante puede el hombre estar sin acción. Todo hombre se ve impelido sin remedio a la acción por las fuerzas nacidas de la naturaleza.
El deseo, en estas circunstancias, se mantiene como generador de las acciones y de este modo se consigue "la dicha del espíritu"; por ello es que se canaliza en la realización misma y este no se niega de tajo, como daría la impresión en una interpretación superficial de los textos hinduistas. La presencia del deseo en cuanto a su consumación se muestra de una forma clara en varios ejemplos de ambas religiones, como en el Bhagavad Gita y el Guhyasamaja-tantra, respectivamente: 
(10) Así habló el Señor de la Creación cuando hizo al hombre y al sacrificio: "Mediante el sacrificio multiplicarás y obtendrás todos tus deseos" 
Nadie logrará obtener la perfección mediante operaciones difíciles y aburridas; pero la perfección puede obtenerse fácilmente mediante la satisfacción de todos los deseos.
La acción, como producto del deseo, también es vista como sacrificio. En el propio Bhagavad Gita, las enseñanzas de Krishna no son ajenas a esta perspectiva: 
(30) Ofréceme todas tus acciones y asienta tu mente en el supremo [...]
Las implicaciones de la acción no cambian en el texto. Krishna mantiene la parte de ella como un elemento primordial en todo lo que nos rodea, en la dinámica de la vida y de los hombres indiscriminadamente: 
(33) Hasta el hombre más sabio actúa bajo los impulsos de la naturaleza: todos los seres siguen a la naturaleza. ¿De qué sirve querer reprimirla?